# Stratiomys singularior
Stratiomys singularior är en tvåvingeart som först beskrevs av Harris 1776.  Stratiomys singularior ingår i släktet Stratiomys, och familjen vapenflugor. Enligt den finländska rödlistan är arten nära hotad i Finland. Arten är reproducerande i Sverige. Artens livsmiljö är strandängar vid Östersjön.